# Greenaway (krater)
Greenaway är en nedslagskrater på planeten Venus. Greenaway har fått sitt namn efter den brittiska konstnären Kate Greenaway.
Kratern har en diameter på ungefär 93 kilometer.